# Akka (Marroc)
Akka (en àrab أقا, Aqqā; en amazic ⴰⵇⵇⴰ, Aqqa) és un municipi de la província de Tata, a la regió de Souss-Massa, al Marroc. Segons el cens de 2014 tenia una població total de 6.870 persones.

## Persones il·lustres
- Mardochée Aby Serour